# Lepomis microlophus
Lepomis microlophus är en sötvattensfisk i familjen solabborrfiskar, som är vanligt förekommande i stora delar av Nordamerika.

## Utseende
Lepomis microlophus har en hög kropp med en liten, kort mun, långa, spetsiga bröstfenor och en ryggfena som består av två delar: En främre med 10 taggstrålar, och en bakre med 10 till 12 mjukstrålar. Ryggen är metalliskt olivgrön till brun, sidorna under sidolinjen grönbruna till silverfärgade med ljusbruna markeringar. Bröstet är beige till gulaktigt, och gällocket har rödaktiga kanter, en svart fläck och en klart orangeröd bakkant (därav dess engelska namn redear sunfish, ungefär "rödörad solabborre"). Hos ungfiskar har sidorna oregelbundna tvärstrimmor. Den kan bli 19 cm lång och väga 220 g. I svalget finns det benplattor, svalgtänder, avsedda att krossa födan.

## Vanor
Arten lever i sötvatten som dammar, träsk, sjöar och mindre till medelstora vattendrag. Den föredrar sand- och dybotten, och ser gärna att det finns rikligt med växtlighet. Den tenderar att kräva högre vattenkvalitet än många andra solabborrar, och finns framför allt i varma och lugna vatten. Den uppehåller sig gärna på bottnen bland översvämmade trädrötter och landväxter, nerfallna trädstammar och liknande objekt. Födan består till stor del av snäckor och mindre musslor, som fisken krossar med hjälp av sina svalgtänder. De överblivna skalresterna spottas därefter upp igen. Även vatteninsekter förekommer i födan. Levnadsåldern är normalt 5 till 6 år, men så mycket som 9 år är konstaterat.

### Fortplantning
Lektiden infaller under vår till tidig sommar (i Florida längst i söder i utbredningsområdet från mars till augusti) vid en vattentemperatur mellan 21 och 32 °C. Hanen formar en flack fördjupning i sand- eller dybotten på grunt vatten. Dit lockar han sedan honan med hjälp av grymtande ljud. Hon kan lägga mellan 2 000 och 10 000 ägg, som kläcks efter 6 till 10 dagar. Hanen vaktar äggen under hela utvecklingen, och även de nykläckta ungarna under den tid de stannar i boet, omkring en vecka. Han äter normalt ingenting under denna tid.

## Utbredning
Utbredningsområdet omfattar sydöstra USA västerut till Texas och Oklahoma, samt norrut till södra Indiana och Illinois i norr. Den har inplanterats norr därom upp till Stora sjöarna och fläckvis i New England, och även i västra USA upp till Oregon i norr.

## Kommersiell och ekologisk betydelse
Arten är vanlig och ohotad i USA. Dess förkärlek för snäckor gör att den är av betydelse för att kontrollera snäckfeber. Den är även en populär sportfisk.